# Atte Mäkinen (Eishockeyspieler, 1995)
Atte Mäkinen (* 17. Mai 1995 in Tampere) ist ein finnischer Eishockeyspieler, der bei Rauman Lukko in der Liiga unter Vertrag steht.

## Karriere
Atte Mäkinen stammt aus dem Nachwuchs von Tappara Tampere und gewann mit dessen U16-Mannschaft 2011 die finnische Vizemeisterschaft seiner Altersklasse (Junior-C SM-sarja).
Am 21. Februar 2012 gab er nach einer Häufung von Verletzungen im Profikader im Alter von 16 Jahren gegen Jokerit sein Debüt in der SM-liiga und absolvierte bis Saisonende zwei weitere Partien für seinen Stammverein. In der folgenden Spielzeit wurde er bei den U20-Junioren von Tappara eingesetzt und für einige Spiele an LeKi aus der Mestis ausgeliehen. Bei der European Trophy 2013 gehörte er fest zum Kader von Tappare und absolvierte sieben Spiele für den Verein, schaffte es aber nicht in den Stammkader für die anschließend beginnende SM-liiga-Saison. Daher wurde er erneut an LeKi ausgeliehen.

### International
Mäkinen begann früh im Laufe seiner Karriere, sein Heimatland international zu vertreten. So war er als Kapitän der U18-Auswahl beim Ivan Hlinka Memorial Tournament 2012 aktiv und gewann dabei die Silbermedaille. Weitere Einsätze hatte er bei den U18-Junioren-Weltmeisterschaften 2012 und 2013, wobei er 2013 als Assistenzkapitän die Bronzemedaille gewann. In der Altersstufe U20 nahm er an der Weltmeisterschaft 2015 teil.

## Erfolge und Auszeichnungen
- 2012 Silbermedaille beim Ivan Hlinka Memorial Tournament
- 2013 Bronzemedaille bei der U18-Junioren-Weltmeisterschaft
- 2016 Finnischer Meister mit Tappara Tampere